# Aston Villa W.F.C.
Aston Villa Women Football Club er en engelsk fodboldklub for kvinder, der er en afdeling af Aston Villa F.C.. Kvindernes afdeling blev etableret i 1973 under forskellige navne. Det oprindelige navn var Solihull F.C.. Holdet blev en del af Aston Villa i 1989 og fik navnet Villa Aztecs. De fik officielt licens til at spille som Aston Villa i 1996.

## Historie
I 2014 var de et af holdene, der blev udvalgt til at spille i FA WSL2,
og i 2018 i Women's Championship.
I 2019–20, vandt Villa FA Women's Championship og rykked op til WSL og blev en del af Englands bedste række i kvindernes fodbold for første gang siden 2004.

## Truppen
Oversigten er opdateret til og med 30. august 2021.
| Nr. | Land     | Position | Spiller             |
| --- | -------- | -------- | ------------------- |
| 1   | England  | MM       | Sian Rogers         |
| 5   | England  | FO       | Elisha N'Dow        |
| 6   | England  | FO       | Anita Asante        |
| 8   | Skotland | MI       | Chloe Arthur        |
| 10  | Tyskland | MI       | Ramona Petzelberger |
| 12  | England  | FO       | Jodie Hutton        |
| 14  | England  | MI       | Emily Syme          |
| 15  | England  | FO       | Natalie Haigh       |
| 16  | England  | MI       | Olivia McLoughlin   |
| 17  | England  | AN       | Sophie Haywood      |

| Nr. | Land     | Position | Spiller                |
| --- | -------- | -------- | ---------------------- |
| 18  | England  | MI       | Freya Gregory          |
| 21  | Tyskland | MI       | Marisa Ewers (anfører) |
| 22  | Jamaica  | AN       | Shania Hayles          |
|     | Schweiz  | AN       | Alisha Lehmann         |
|     | England  | MI       | Remi Allen             |
|     | England  | MI       | Sarah Mayling          |
|     | England  | AN       | Chantelle Boye-Hlorkah |
|     | England  | FO       | Meaghan Sargeant       |
|     | England  | MM       | Hannah Hampton         |
|     | England  | FO       | Maz Pacheco            |